# Монгольская военная администрация
Монгольская военная администрация (кит. упр. 蒙古军政府) — марионеточное прояпонское правительство, действовавшее на части территории Внутренней Монголии в 1935—1937 годах. Было первым независимым государством на территории Внутренней Монголии. Столицей правительства был город Хух-Хото.

## Предпосылки к созданию

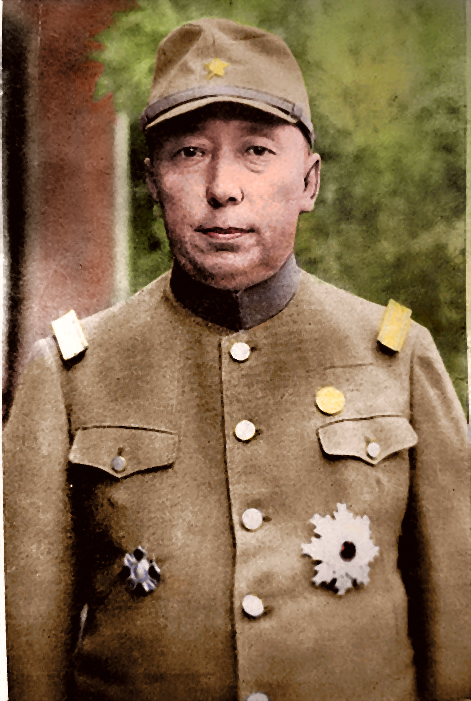
Дэ Ван, на момент провозглашения независимости Внутренней Монголии

Японская империя, проявлявшая большой интерес к прибрежным и северо-восточным районам Китая, воспользовалась в 1930-х гг. ослаблением Китайской республики, раздираемой внутренними противоречиями, и частично оккупировала китайскую территорию.
В это же время В сентябре 1933 года монгольские князья из провинций Чахар и Суйюань съехались на совет в храм Батхаалга, где выработали документ «Общие принципы организации самоуправления Внутренней Монголии» и в 1934 году эта провинция Китая получает статус автономии. Однако первое время под контролем Дэ Вана и его сторонников находились лишь территории резиденции — Чжанбэя, в окрестностях Калгана, и город Хух-Хото. В остальных районах Внутренней Монголии шли бои между гоминьдановскими, коммунистическими и сепаратистскими армиями.

## Провозглашение независимости

Флаг Монгольской военной администрации

22 декабря 1935 года (есть версия, что и несколько позже) была провозглашена независимость Внутренней Монголии. 21 мая 1936 года было сформировано Монгольское военное правительство, а в июне оно провозглашает независимость Внутренней Монголии от Китая. Закрепляется новое название самопровозглашенного политического образования- Монгол-Го — страна монголов. Естественно, что за этим процессом стояла Япония. Стимулировавшая монгольскую элиту на провозглашение политического суверенитета Внутренней Монголии, Япония сделала ставку на известного политического деятеля и крупного феодала князя Дэ Вана. Именно ему и было суждено возглавить политические и военные структуры формирующегося нового монгольского государства.
В июле 1936 года было заключено соглашение о взаимопомощи с Маньчжоу-го, а Япония согласилась предоставить военную и экономическую помощь.

## СозданиеАвтономного правительства Объединённых монгольских аймаков
28 октября 1937 года Дэ Ван и 100 крупнейших феодалов Внутренней Монголии провозгласили полную независимость от Китая. Было создано Автономное правительство Объединённых монгольских аймаков, во главе с Дэ Ваном, который занял пост председателя федерации и главнокомандующего вооружёнными силами.

## Примечание
1. ↑  Книга История Монголии. XX век. Яскина Г.С. - Читать онлайн - Online библиотека padaread.com. padaread.com. Дата обращения: 7 мая 2020.
2. ↑  Потомок Чингисхана против Мао. www.infpol.ru. Дата обращения: 7 мая 2020. Архивировано 27 февраля 2020 года.
3. ↑  История Монголии. XX век » Страница 2 » Литература. Новейшее время. www.istmira.ru. Дата обращения: 7 мая 2020. Архивировано 22 октября 2021 года.